# Fifty Fifty
Fifty Fifty is een Zuid-Koreaanse meidengroep opgericht door Attrakt in 2022. De groep bestaat uit vijf leden: Keena, Chanelle, Yewon, Hana en Athena. De meidengroep bestond oorspronkelijk uit vier leden, maar Saena, Aran en Sio vertrokken in 2023 nadat hun contracten beëindigd werden.
Fifty Fifty maakten hun debuut op 18 november 2022 met hun extended play (ep) The Fifty. Hun commerciële doorbraak kwam met de virale hit "Cupid". De single, die in februari 2023 werd uitgebracht, maakte Fifty Fifty de snelste K-popgroep die de Amerikaanse Billboard Hot 100 en de Britse Singles Chart binnenkwam, namelijk slechts vier maanden na hun debuut. Bovendien werden ze hiermee de eerste K-popmeidengroep die de top tien van de Britse hitlijsten bereikte.
Later dat jaar, te midden van een reeks juridische geschillen en beschuldigingen rondom de contracten van de groep en de behandeling van de leden door Attrakt, werden de contracten van groepsleden Saena, Aran en Sio beëindigd. Hierdoor was Keena het enige overgebleven lid van het label. Vervolgens werd besloten dat Fifty Fifty in september 2024 opnieuw hun debuut zou maken, met Keena en vier nieuwe leden die aan de groep werden toegevoegd.

## Naam
De naam van de groep, Fifty Fifty, staat voor de combinatie van een hoopvolle droom en een harde werkelijkheid, evenals hun hoop om een hele 100 te worden met hun fans.

## Leden
Huidig
- Keena (키나; 2022–heden)
- Chanelle Moon (샤넬; 2024–heden)
- Yewon (예원; 2024–heden)
- Hana (하나; 2024–heden)
- Athena (아테나; 2024–heden)

Voormalig
- Saena (새나; 2022–2023)
- Aran (아란; 2022–2023)
- Sio (시오; 2022–2023)